# هيئة تنظيم الأدوية الباكستانية
هيئة تنظيم الأدوية الباكستانية ( DRAP ) هي هيئة تتمتع بالحكم الذاتي تابعة للحكومة الفيدرالية الباكستانية . وهي تعمل تحت الإشراف الإداري لوزارة الخدمات الصحية الوطنية واللوائح والتنسيق . تم تشكيلها وفقًا لقانون هيئة تنظيم الأدوية الباكستانية لعام 2012 والذي بموجبه تم تكليفه بضمان التنسيق والتنفيذ الفعال لقانون الأدوية لعام 1976 .  

## الدور والمسؤوليات
تلتزم هيئة تنظيم الأدوية الباكستانية بضمان أن جميع الأدوية والأجهزة الطبية و  مستحضرات التجميل والأدوية البديلة والمنتجات الصحية تلبي مستوى معينًا من الجودة وتكون آمنة وفعالة للاستخدام.  وهي مسؤولة عن التأكد من أن السلع العلاجية المعتمدة والمتوفرة في السوق تتوافق مع معايير الجودة والسلامة والفعالية المقررة. تشمل المهام التنظيمية التي تنفذها هيئة تنظيم الأدوية الباكستانية ترخيص التسجيل والتسويق، واليقظة، ومراقبة السوق ومراقبته، ومؤسسات الترخيص، والتفتيش التنظيمي، والاختبارات المعملية، ومراقبة التجارب السريرية، والتيقظ الدوائي، وإطلاق الكثير من المواد البيولوجية.

## الخلافات
تم تقديم ادعاءات ضد عاصم رؤوف الرئيس التنفيذي لهيئة تنظيم الأدوية الباكستانية لتشغيل شركة بينامي للأدوية، وهو ما يُنظر إليه على أنه مثال واضح على تضارب المصالح .